# أكاديمية تشيلترن هيلز
أكاديمية تشيلترن هيلز هي مدرسة للتعليم المختلط في تشيشام، باكينجهامشير . وتابعة لكنيسة إنجلترا، وتستقبل الأطفال من سن 11 عامًا حتى سن 18 عامًا. تضم المدرسة حوالي 700 طالب.

## التاريخ
تأسست مدرسة تشيشام بارك في عام 1988 من خلال دمج مدرسة سيسترهام للبنين ومدرسة لاوندز للبنات. تم تغيير اسمها إلى كلية المجتمع تشيشام بارك في عام 1993  في عام 2004، اعتبرت وزارة التعليم والمهارات المدرسة كلية فنون، متخصصة في الفنون المسرحية . 
في عام 2007، فازت المدرسة بثلاث جوائز في مسابقة تحدي الروك في المملكة المتحدة في سانت ألبانز . 
في عام 2011 تم تغيير اسم المدرسة إلى أكاديمية تشيلترن هيلز.

## الأداء المدرسي
تعكس النتائج سياسة التعليم الانتقائية لباكينجهامشاير، حيث تشترك المدرسة في منطقة تجمعها مع ثلاث مدارس نحوية، مدرسة تشيشام النحوية، مدرسة دكتور تشالونر النحوية ومدرسة دكتور تشالونر الثانوية . 

## وضع الأكاديمية
حصلت المدرسة على الموافقة لتحويلها لإعادة فتحها كأكاديمية في آب 2011. تتم رعاية الأكاديمية من قبل أبرشية أكسفورد، ومجلس مقاطعة باكينجهامشاير، وكلية أميرشام وويكومب، وجامعة باكينجهامشاير الجديدة، واستوديوهات باينوود، وكلية جورج أبوت المتخصصة للفنون البصرية في جيلدفورد، ساري.

## روابط خارجية
- الموقع الرسمي